# Lars Behrendt
Lars Behrendt (ur. 28 września 1973) – niemiecki bobsleista, srebrny medalista mistrzostw świata.

## Kariera
Największy sukces w karierze Behrendt osiągnął w 2000 roku, kiedy wspólnie z André Lange, René Hoppe i Carstenem Embachem zdobył złoty medal w czwórkach podczas mistrzostw świata w Altenbergu. Na rozgrywanych rok później mistrzostwach świata w St. Moritz reprezentacja Niemiec w tym samym składzie zajęła drugie miejsce. Behrendt nigdy nie wystąpił na igrzyskach olimpijskich.